# Dois Irmãos do Buriti
Dois Irmãos do Buriti ist eine Kleinstadt in der Mesoregion Pantanal-Süd und Mikroregion Aquidauana im brasilianischen Bundesstaat Mato Grosso do Sul. Die Stadt wurde 1987 gegründet.